# Старочикеєво
Старочике́єво (рос. Старочикеево, башк. Иҫке Сикәй) — село у складі Шаранського району Башкортостану, Росія. Входить до складу Мічурінської сільської ради.
Населення — 218 осіб (2010; 245 у 2002).
Національний склад:
- марійці — 97 %